# Prosper Antoine Van Langendonck
Prosper Antoine Joseph Van Langendonck (Brussel, 15 maart 1862 – aldaar, 7 november 1920) was een Vlaams auteur.
Hij vatte in Leuven de universitaire studies wijsbegeerte en letteren aan, maar kon die door familiale omstandigheden niet afmaken. Zijn vorming volstond wel om als ambtenaar te werken voor het ministerie van justitie. In 1899 kon hij, tot aan de Eerste Wereldoorlog aan de slag als vertaler bij de diensten van de Kamer van volksvertegenwoordigers. Hij ondervond steeds meer last van een (erfelijke) schizofrenie en overleed in 1920 in een Brussels ziekenhuis.
In 1893 richtte Van Langendonck samen met August Vermeylen, Emmanuel de Bom en Cyriel Buysse het literaire tijdschrift Van Nu en Straks op, het tijdschrift dat de Vlaamse literatuur vernieuwde. Zijn opstel uit 1894 De herleving van de Vlaamse poëzij gold als manifest van de literaire vernieuwing. Binnen de redactie van het tijdschrift had hij als enige rooms-katholiek wel meer voeling met de traditionele stijl.
In zijn werk vindt men veel katholieke thema's die op een romantische, nogal zwaarmoedige manier, met naar moderne oren omslachtig taalgebruik, worden verwoord. In zijn latere werken merkt men (o.a. de nadrukkelijk aanwezige "Weltschmerz") meer en meer de invloed van zijn ziekte.
Hij publiceerde een honderdtal verzen en sonnetten, meestal in Van Nu en Straks, maar ook in Dietsche Warande en Belfort.
Behalve poëzie schreef Van Langendonck ook kritische opstellen en pamfletten ter bevordering van de Vlaamse cultuur en literatuur. Een andere bijdrage tot het verspreiden van de Nederlandstalige literatuur in België en Nederland was zijn bloemlezing Vlaamse poëzie De Vlaamsche oogst van 1904.
Prosper Van Langendonck kwam voor het eerst in 1906 naar Genk nadat een bekende psychiater in Bonn hem aanraadde een rustige plek op te zoeken. Van 10 april 1909 tot 22 oktober 1912 was hij ingeschreven in het Genkse bevolkingsregister. Vaak had hij er nog goede momenten en zocht hij contact met de mensen uit het dorp en de kunstenaars in de hotels. Hij schreef er zijn laatste gedicht De Zwerver.
Hij moet niet verward worden met de politicus Prosper Van Langendonck die volksvertegenwoordiger was, maar ook heel wat toneelstukken schreef.